# 公主病
公主病（越南語：bệnh công chúa，羅馬化：gong ju byeong）是一個在東亞和東南亞地區流行的形容詞。在醫學上，纖維肌痛症亦俗稱公主病，形容該疾病輕微促碰即可能導致全身疼痛之症狀。

## 定義
指某些人行為嬌縱，有問題總是歸咎他人，缺乏責任感，互相傷害的症狀。

## 原因
據推測，該術語起源於亞洲四小龍在亞洲的崛起，其中快速的經濟增長可能導致消費主義或物質主義態度的相應上升以及上層社會對子女的大量投資，他們隨後可能會習慣於物質財富和家庭幫助。
在中國大陸、香港、 澳門和台灣地區，低出生率意味著家庭往往只有獨生子女，這是父母唯一精力的焦點。在中國大陸，由此產生的現象，通常歸因於以前的獨生子女政策，被稱為“小皇帝綜合症”。直升機式育兒和家庭傭工的結合，允許中產階級父母工作，可能會導致他們的孩子被寵壞。香港收入差距的擴大，以及對民主和社會不平等的擔憂，也反映了“精英”階層的看法。
此外，東亞的社會流動性主要基於個人和學術成就。出於這個原因，父母可能會給孩子和他們的老師施加很大的學業壓力，從而對孩子的學業進行微觀管理以取得更高的成績。

## 流行文化

### 音樂
- 台灣歌手周杰倫的《驚嘆號》專輯中的《公主病》
- 台灣歌手陳芳語個人第四張錄音室專輯《公主病》

### 電視劇
- 中国大陆演員张予曦的《亲爱的，公主病》
- 馬來西亞演員谢佳见的《亲爱的王子大人》